# 上田勤
上田 勤（うえだ つとむ、1906年11月12日 - 1961年3月2日）は、英文学者。
北海道函館市生まれ。第三高等学校卒、東京帝国大学英文科卒、第四高等学校教授、第一高等学校教授ののち、戦後、東京大学教養学部イギリス科主任教授を務めるが在職中に急逝した。現代英国小説を専攻し、モーム評伝のほか、オルダス・ハクスリー、ヘンリー・ジェイムズ、アレグザンダー・ポープなどを翻訳した。

## 著書
- モーム 研究社出版, 1956 (新英米文学評伝叢書)
- 現代英文の解釈と鑑賞 金星堂, 1959
- 現代英国作家論 研究社出版, 1962

### 共編著
- ハックスレイ研究 英宝社, 1954
- 現代英米文学ハンドブック 大橋健三郎・増田義郎共編 南雲堂, 1961

## 訳書
- 人本主義 アーヴィング・バビット 研究社, 1934
- 作家と読者 オールダス・ハックスレイ 弘文堂書房, 1940
- 狐になつた奥様 D.ガーネツト 新月社, 1948
- 人間論 ポウプ 岩波文庫, 1950、復刊1990
- お菓子と麦酒 サマセット・モーム 「選集」三笠書房, 1950、「全集7」新潮社, 1955、新潮文庫, 1959
- とりで セオドア・ドライサー 河出書房, 1952
- 現代の英文学 G.S.フレイザー 研究社出版, 1952
- ハーディ傑作選第3 三人の男,牧師の悩み 英宝社, 1952
- 時は止まらねばならぬ オルダス・ハックスリ 角川文庫, 1953
- 五彩のヴェール サマセット・モーム 「全集6」新潮社, 1955
- 国際エピソード ヘンリ・ジェイムズ 岩波文庫, 1956
- 文学に於ける卑俗性 A.ハックスリイ 南雲堂, 1956
- 天才と女神 オルダス・ハックスレイ 新潮社, 1957
- 現代英文学の展望 D.ディシズ 平野敬一共訳 研究社出版, 1960